# Armutdüzü, Keşap
Armutdüzü là một xã thuộc huyện Keşap, tỉnh Giresun, Thổ Nhĩ Kỳ. Dân số thời điểm năm 2011 là 231 người.